# حل وسط (مغالطة)
مغالطة الحل الوسط (بالفرنسية: Sophisme du juste milieu)‏ (بالإنجليزية:  Argument to moderation)‏، وهي مغالطة غير صورية، تؤكد على أن الحقيقة توجد في الحل الوسط بين موقفين متعارضين.
يظهر هذا الاستعمال لمغالطة الحل الوسط في المناظرة حول طرفين متقابلين، يقول شخص ما أن السماء زرقاء، ويقول الشخص الآخر أن السماء في الحقيقة صفراء، ويستنتجون في النهاية أن السماء خضراء باعتبار أن هذا اللون هو الوسط بين اللونين. إن اللون الأخضر هو بالفعل خليط بين اللونين الأزرق والأصفر، وهو الوسط بينهما، ولكن السماء ليست خضراء بكل تأكيد، مما يظهر أن أخذ الوسط لا يكون صحيحًا في كل الحجج لقول الحقيقة.
أكد فلاديمير بوكوفيسكي على أن الحل الوسط بين الكذبة الكبرى في البروباغاندا السوفييتية والحقيقة كان في حد ذاته مجرد كذبة، ولا يجب على المرء أن ينظر إلى حل وسط بين المعلومات والتضليل. طبقًا له، يقع أبناء الحضارات الغربية التعددية في هذه المغالطة بصورة أكبر لأنهم معتادون على التسويات والقبول بالبدائل لحل المشكلات، على عكس الروسيين الذين ينظرون إلى الحقيقة المطلقة.

## أنواع التسويات
التسوية هي صفقة تُعقد بين الأحزاب المختلفة حيث يتوقف كل حزب عن مطالبه الخاصة. في الحجج، التسوية أو الحل الوسط هو مفهوم يبحث عن التوافق خلال التواصل والقبول المشترك للشروط، بالرغم من اختلاف الهدف الأصلي أو الرغبات. يُعتبر التطرف مضادًا للتسوية، والتي ربما ترتبط بمفاهيم أخرى مثل التوازن والتسامح، بناءً على السياق.

## التسوية السياسية
في السياسة الدولية، تُناقش التسويات في المعاملات الشنيعة مع الديكتاتورين، مثل هدنة نيفيل تشامبرلين مع أدولف هتلر. في السياسة الديموقراطية، هناك تحديات كبيرة للديموقراطية المعاصرة وصارت تلك التحديات أكثر صعوبة في عصر الحملات الدائمة، كما يشرح غوتمان وطومسون. تُناقش مشكلة التسوية السياسية بكثرة في مجال الأخلاق السياسية.

## الأصول الفلسفية

### المتوسط الذهبي
في الفلسفة الإغريقية القديمة، خاصة في فلسفة أرسطو، يُعتبر المتوسط الذهبي أو الطريق الوسطي الذهبي هو الوسط المرغوب به بين طرفين، أحدهما به وفرة والآخر به عجز. على سبيل المثال، في الرؤية الأرسطية، الشجاعة فضيلة لأنها تقع في المتوسط بين التهور والجبن. في العقلية الإغريقية، كانت تلك من إحدى خواص الجمال. اعتقد قدماء الإغريق أن هناك علاقة وثيقة في الرياضيات بين الجمال والحقيقة. اعتقد الإغريق أن هناك «مكونات» للجمال: التناظر والتناسب والانسجام.

## تاريخ المتوسط الذهبي في الفلسفة الغربية

### سقراط
يقول سقراط أن الإنسان عليه أن يعرف كيف يختار المتوسط ويتجنب المواقف المتطرفة في الجانبين كلما أمكنه ذلك. في التعليم، يطلب منا سقراط أن ننظر في تأثير ممارسة الرياضة والاستماع للموسيقى، أحدهما يولد فينا الصرامة والأخرى تولد فينا النعومة، لذلك فإن الاختيار المثالي هو مزيج بينهما، وبذلك نكتسب الجمال والخير. ويؤكد بعد ذلك على أهمية الرياضيات في التعليم وفهم الجمال والحقيقة.

### أرسطو
يكتب أرسطو في كتابه «أخلاق أوديموس» عن الفضائل، تُبنى نظرية أرسطو في أخلاق الفضيلة على أن أفعال الشخص ليست انعكاسًا لأخلاقه فحسب، ولكنها أيضًا تعكس صفات شخصية الفرد كسبب وراء تلك الأخلاق. الجملة المتكررة في الكتاب هي «.... هو الحالة المتوسطة بين...». تقوم السيكولوجيا الأرسطية على وجود الروح وأن فضائلها مبنية على المتوسط الذهبي بين الطرفين. في السياسة ينتقد أرسطو السياسة الأسبرطية بانتقاد اللاتناسق بين عناصر الدستور، على سبيل المثال، يُدرب الرجال فقط وليس النساء، ويُدربون على الحرب فقط وليس السلام. يؤدي غياب الانسجام إلى صعوبات يشرحها أرسطو في عمله.

## في المسيحية
يجادل فيلسوف العصور الوسطى القديس الكاثوليكي واللاهوتي توما الأكويني في الخلاصة اللاهوتية أن الأخلاق المسيحية متوافقة مع أهمية الوسط: «يتكون الشر بتنافر القاعدة أو القياس. وهذا قد يحدث بالإفراط أو بالتفريط. وبالتالي فإنه من الواضح أن الفضيلة الأخلاقية تتبع المتوسط.»